# Hymenochirus boulengeri
Hymenochirus boulengeri é uma espécie de anfíbio da família Pipidae.
É endémica da República Democrática do Congo.
Os seus habitats naturais são: florestas subtropicais ou tropicais húmidas de baixa altitude, rios, lagos de água doce e marismas de água doce.